# 夢妃杏瑠
夢妃 杏瑠（ゆめき あんる、1月16日 - ）は、元宝塚歌劇団星組の娘役。
兵庫県伊丹市、県立宝塚北高等学校出身。身長161cm。愛称は「あんる」。

## 来歴
2005年、宝塚音楽学校入学。
2007年、宝塚歌劇団に93期生として入団。入団時の成績は16番。星組公演「さくら／シークレット・ハンター」で初舞台。その後、星組に配属。
2021年12月26日、「柳生忍法帖／モアー・ダンディズム!」東京公演千秋楽をもって、宝塚歌劇団を退団。

## 宝塚歌劇団時代の主な舞台

### 初舞台
- 2007年3 - 4月、星組『さくら』『シークレット・ハンター』（宝塚大劇場）

### 星組時代
- 2007年5 - 7月、『さくら』『シークレット・ハンター』（東京宝塚劇場）
- 2007年9月、『KEAN』（日生劇場）
- 2007年11 - 2008年2月、『エル・アルコン-鷹-』『レビュー・オルキス-蘭の星-』
- 2008年4 - 5月、『ANNA KARENINA（アンナ・カレーニナ）』（バウホール） - グリーシャ／裸足のアンナ
- 2008年6 - 10月、『THE SCARLET PIMPERNEL（スカーレット ピンパーネル）』
- 2008年11月、『ブエノスアイレスの風』（日本青年館・バウホール） - ウェイトレス
- 2009年2 - 4月、『My dear New Orleans（マイ ディア ニュー オリンズ）』 - 新人公演：ベッシー（本役：音花ゆり）『ア ビヤント』
- 2009年6 - 9月、『太王四神記 Ver.II』 - スリョン、新人公演：ファーヨム（本役：毬乃ゆい）
- 2009年10 - 11月、『コインブラ物語』（ドラマシティ・日本青年館） - イザベラ
- 2010年1 - 3月、『ハプスブルクの宝剣』 - 新人公演：リディア（本役：百花沙里）『BOLERO』[3]
- 2010年5月、『リラの壁の囚人たち』（バウホール・日本青年館） - 少年／ドニーズ
- 2010年7 - 8月、『ロミオとジュリエット』（梅田芸術劇場・博多座）
- 2010年10 - 12月、『宝塚花の踊り絵巻』『愛と青春の旅だち』 - 新人公演：バーニー（本役：音花ゆり） 初エトワール
- 2011年2月、『愛するには短すぎる』 - マーガレット『ル・ポァゾン 愛の媚薬II』（中日劇場）
- 2011年4 - 7月、『ノバ・ボサ・ノバ』 - 新人公演：マダムガート（本役：毬乃ゆい／花愛瑞穂／音花ゆり）『めぐり会いは再び』 - アリア
- 2011年8 - 9月、『ランスロット』（バウホール） - モルガン[3]
- 2011年9月、専科『おかしな二人』（バウホール） - セシリー・ピジョン
- 2011年11 - 2012年2月、『オーシャンズ11』 - 新人公演：ルビー（3ジュエルズ）（本役：花愛瑞穂）
- 2012年3 - 4月、柚希礼音スペシャル・ライブ『REON!!』（ドラマシティ・日本青年館）
- 2012年5 - 8月、『ダンサ セレナータ』 - ミージア、新人公演：マヌエラ／エヴァ（本役：花愛瑞穂）『Celebrity』
- 2012年9月、『琥珀色の雨にぬれて』 - ジャンヌ／ダンサー『Celebrity』（全国ツアー）
- 2012年11 - 2013年2月、『宝塚ジャポニズム〜序破急〜』『めぐり会いは再び 2nd〜Star Bride〜』 - アリア、新人公演：スピカ（本役：花愛瑞穂）『Étoile de TAKARAZUKA（エトワール ド タカラヅカ）』 - 新人公演：ヴァルゴファム（歌手）（本役：毬乃ゆい）
- 2013年3 - 4月、『宝塚ジャポニズム〜序破急〜』『怪盗楚留香（そりゅうこう）外伝-花盗人（はなぬすびと）-』 - 施茵『Étoile de TAKARAZUKA（エトワール ド タカラヅカ）』（中日劇場・台北国家戯劇院）
- 2013年5 - 8月、『ロミオとジュリエット』 - 新人公演：キャピュレット夫人（本役：音花ゆり）[3]
- 2013年9 - 10月、柚希礼音スペシャル・ライブ『REON!!II』（東京国際フォーラム・博多座）
- 2014年1 - 3月、『眠らない男・ナポレオン-愛と栄光の涯（はて）に-』 - エリザ、新人公演：レティツィア（本役：美穂圭子）
- 2014年5 - 6月、『太陽王〜ル・ロワ・ソレイユ〜』（東急シアターオーブ） - イザベル
- 2014年7 - 10月、『The Lost Glory -美しき幻影-』『パッショネイト宝塚!』
- 2014年11 - 12月、『風と共に去りぬ』（全国ツアー） - スカーレットII[3]
- 2015年2 - 5月、『黒豹（くろひょう）の如（ごと）く』 - ジル『Dear DIAMOND!!』
- 2015年6 - 7月、『キャッチ・ミー・イフ・ユー・キャン』（赤坂ACTシアター・ドラマシティ） - ポーラ・アバグネイル[3]
- 2015年8 - 11月、『ガイズ&ドールズ』 - クバーナの歌手
- 2016年1月、『LOVE & DREAM』（東京国際フォーラム・梅田芸術劇場）
- 2016年3 - 6月、『こうもり』 - ロザリンデ『THE ENTERTAINER!』[3]
- 2016年8 - 11月、『桜華に舞え』 - 中村スガ『ロマンス!! (Romance)』[3]
- 2017年1月、『オーム・シャンティ・オーム-恋する輪廻-』（東京国際フォーラム） - ドリー
- 2017年3 - 6月、『THE SCARLET PIMPERNEL（スカーレット ピンパーネル）』 - シュザンヌ
- 2017年7 - 8月、『阿弖流為-ATERUI-』（ドラマシティ・日本青年館） - 惡玉
- 2017年9 - 12月、『ベルリン、わが愛』 - レビューガール／女優『Bouquet de TAKARAZUKA（ブーケ ド タカラヅカ）』
- 2018年2月、『うたかたの恋』 - マリンカ／シュターレイ夫人／カゲソロ『Bouquet de TAKARAZUKA（ブーケ ド タカラヅカ）』（中日劇場）
- 2018年4 - 7月、『ANOTHER WORLD』 - 阿漕『Killer Rouge（キラー ルージュ）』[3]
- 2018年8 - 11月、『Thunderbolt Fantasy（サンダーボルト ファンタジー）東離劍遊紀（とうりけんゆうき）』 - 刑亥（ケイガイ）『Killer Rouge／星秀☆煌紅』（梅田芸術劇場・日本青年館・國家戯劇院・高雄市文化中心至徳堂）[3]
- 2019年1 - 3月、『霧深きエルベのほとり』 - ゼルマ『ESTRELLAS（エストレ―ジャス）〜星たち〜』
- 2019年5月、『アルジェの男』 - マダム・マルト『ESTRELLAS（エストレ―ジャス）〜星たち〜』（全国ツアー）
- 2019年7 - 10月、『GOD OF STARS -食聖-』 - キティ・ラウ『Éclair Brillant（エクレール ブリアン）』
- 2019年11 - 12月、『ロックオペラ モーツァルト』（梅田芸術劇場・東京建物 Brillia HALL） - マダム・カヴァリエリ
- 2020年2 - 3月、『眩耀（げんよう）の谷〜舞い降りた新星〜』 - アルマ『Ray-星の光線-』（宝塚大劇場）
- 2020年7 - 9月、『眩耀（げんよう）の谷〜舞い降りた新星〜』 - アルマ『Ray-星の光線-』（東京宝塚劇場）
- 2020年11月、『エル・アルコン-鷹-』 - スサーナ『Ray-星の光線-』（梅田芸術劇場）
- 2021年2 - 5月、『ロミオとジュリエット』 - キャピュレット夫人[3]
- 2021年7月、『婆娑羅（ばさら）の玄孫（やしゃご）』（ドラマシティ・プレイハウス） - お仲／芸者
- 2021年9 - 12月、『柳生忍法帖』 - お沙和『モアー・ダンディズム!』 退団公演[4][3]

### 出演イベント
- 2014年10月、『演劇人祭 特別篇』（外部出演）
- 2016年7月、『宝塚巴里祭2016』[5]
- 2018年11月、七海ひろきディナーショー『Dearest』[6]

## 宝塚歌劇団退団後の主な活動

### 舞台
- 2022年9月、『Dramatic City “夢”』（東京建物 Brillia HALL・ドラマシティ）[7]